# 静岡県立静岡がんセンター
静岡県立静岡がんセンター（しずおかけんりつしずおかがんセンター、【英語表記】Shizuoka Cancer Center Hospital and Research Institute （略称標記：Shizuoka Cancer Center））は、静岡県が運営する医療機関。静岡県立静岡がんセンター事業の設置等に関する条例（平成14年7月22日条例第45号）に基づき設置された県立の病院（がんセンター）である。開設時より地方公営企業法を全部適用しており、2009年の地方独立行政法人静岡県立病院機構の設立時には同機構に移行していない。2013年4月1日付けで特定機能病院として承認された。
静岡県が推進する『ファルマバレープロジェクト』（富士山麓先端健康産業集積プロジェクト）の中核を成している。

## 沿革
- 2002年（平成14年）9月6日 ‐ 開院（313床）
- 2003年5月 - 病床数403床へ増床（90床増床）
- 2013年4月 - 「特定機能病院」承認（厚生労働大臣）[1]

## 指定施設
- 特定機能病院
- 都道府県がん診療連携拠点病院
- がんゲノム医療中核拠点病院（2020年4月1日～2022年3月31日）

## 診療科
- 脳神経外科
- 頭頸科
- 呼吸器外科
- 食道外科
- 胃外科
- 腹膜播種科
- 大腸外科
- 肝・胆・膵外科
- 乳腺外科
- 婦人科
- 泌尿器科
- 眼科
- 皮膚科
- 形成外科
- 整形外科
- 歯科口腔外科
- 消化器内科
- 女性内科
- 呼吸器内科
- 原発不明科
- 血液・幹細胞移植科
- 小児科
- 腎・内分泌・代謝科
- 緩和医療科
- 循環器科
- 感染症科
- リハビリテーション科
- 精神腫瘍科
- 神経内科
- 麻酔科
- 集中治療科
- 内視鏡科
- 画像診断科
- 放射線治療科
- 陽子線治療科
- 病理診断科

## その他
- 御殿場線長泉なめり駅は、がんセンターへのアクセス用として開設された。
- 敷地内には有料駐車場がある。30分以内は無料、4時間以内は100円、以降4時間ごとに100円。なお24時間以上の駐車は防災センターの許可を要する。

- スルガ銀行のATM（キャッシュサービスコーナー）、静岡銀行・清水銀行のATM（現金自動入出金機）がセンター内に設置されている。但し共同ATMの為、幹事銀行であるスルガ銀行以外の通帳は使用できない。

## 交通アクセス
- JR御殿場線長泉なめり駅より富士急シティバスがんセンター行き/ベックマン・コールター行き/駿河平行きで10分。
- JR三島駅南口3番乗り場から富士急シティバスがんセンター行き/ベックマン・コールター行き/駿河平行きで25分。
- JR三島駅北口1番乗り場から富士急シティバスがんセンター行き/ベックマン・コールター行きで20分。
- JR沼津駅南口7番乗り場から富士急シティバス754がんセンター行きで33分
- 東名高速道路沼津インターチェンジから約7分。
- 東名高速道路裾野インターチェンジから約12分。
- 新東名高速道路長泉沼津インターチェンジから約7分

## テレビ番組
- 日経スペシャル ガイアの夜明け ガンは治る! 〜日米ハイテク治療最前線〜（2002年12月8日、テレビ東京）[2]。

## 関連人物
- 山口建